# Gy (Haute-Saône)
Gy ist eine französische Kleinstadt im Département Haute-Saône in der Region Bourgogne-Franche-Comté.

## Geographie
Gy liegt auf einer Höhe von 234 m über dem Meeresspiegel, 17 Kilometer östlich von Gray und etwa 25 Kilometer nordwestlich der Stadt Besançon (Luftlinie). Das Städtchen erstreckt sich im Südwesten des Départements, am Westfuß der Höhen der Monts de Gy, am Rand des Beckens der Saône.
Die Fläche des 24,60 km² großen Gemeindegebiets umfasst einen Abschnitt der gewellten Landschaft zwischen den Flusstälern von Saône und Ognon. Naturräumlich ist das Gebiet zweigeteilt. Der nordwestliche Teil wird von einem Becken, einer so genannten Alluvialebene, eingenommen, die durchschnittlich auf 200 m liegt. Sie wird durch die Morte, welche die nördliche Gemeindegrenze markiert, nach Westen zur Saône entwässert. Die fruchtbaren Böden werden überwiegend landwirtschaftlich genutzt. Ganz im Westen befindet sich die ausgedehnte Waldfläche des Bois de Vaivre.
Nach Südosten steigt das Gelände zunächst sehr langsam an. Eine rund 150 m hohe Geländestufe leitet anschließend zu den Höhen der Monts de Gy über. Direkt südöstlich von Gy erhebt sich der Höhenzug des Bois de Natoy, auf dem mit 380 m der höchste Punkt von Gy erreicht wird. Weiter im Südosten folgen die Höhen des Bois de Plumont (bis 370 m) und die Waldung der Grands Bois de Gy (bis 375 m). Diese Hochfläche zeigt keine oberirdischen Fließgewässer, weil das Niederschlagswasser im verkarsteten Untergrund versickert. In geologisch-tektonischer Hinsicht bestehen die Monts de Gy aus einer Wechsellagerung von kalkigen und sandig-mergeligen Sedimenten, die in der mittleren und oberen Jurazeit sowie in der Kreidezeit abgelagert wurden.
Zu Gy gehört die Siedlung La Charmotte (215 m) in der Ebene nördlich des Städtchens. Nachbargemeinden von Gy sind Citey und Vellefrey-et-Vellefrange im Norden, Bucey-lès-Gy und Gézier-et-Fontenelay im Osten, Autoreille und Charcenne im Süden sowie Colombine im Westen.

## Geschichte
Das Gemeindegebiet von Gy war schon sehr früh besiedelt. Überreste eines hallstattzeitlichen Siedlungsplatzes wurden ausgegraben, und im Bois de Plumont befindet sich ein Tumulus. Auch während der Römerzeit bestand hier ein Lagerplatz.
Erstmals urkundlich erwähnt wird Gy im Jahr 1049. Im Mittelalter gehörte der Ort zur Freigrafschaft Burgund und darin zum Gebiet des Bailliage d’Amont. Noch im 11. Jahrhundert errichteten die Erzbischöfe von Besançon in Gy eine Burg und festigten damit ihre Herrschaft in dieser Region, die bis zur Französischen Revolution andauerte. Der Ort entwickelte sich zu einem kleinen mittelalterlichen Burgflecken. 1348 wurde Gy mit dem Stadtrecht ausgestattet. In der Zeit des französischen Königs Heinrich IV. wurde das Städtchen 1595 von Truppen unter Louis de Beauvau besetzt. Zusammen mit der Franche-Comté gelangte Gy mit dem Frieden von Nimwegen 1678 definitiv an Frankreich. Gy war Hauptort des 2015 aufgelösten gleichnamigen Wahlkreises (Kantons) im Arrondissement Vesoul. Heute ist Gy Verwaltungssitz des Gemeindeverbandes Monts de Gy (gegründet 1999).

## Bevölkerung
Mit 1030 Einwohnern (1. Januar 2022) gehört Gy zu den kleineren Gemeinden des Départements Haute-Saône. Die höchste Einwohnerzahl wurde in der Zeit um 1830 registriert, als Gy fast 3000 Personen zählte. Anschließend nahm die Bevölkerungszahl kontinuierlich ab (1886 noch 2035 Einwohner). Eine Stabilisierung im Bereich zwischen 900 und 1000 Personen wurde ab 1960 erreicht. Erst in jüngster Zeit erfolgte wieder eine leichte Bevölkerungszunahme.
| Jahr                       | 1962 | 1968 | 1975 | 1982 | 1990 | 1999 | 2009 | 2020 |
| -------------------------- | ---- | ---- | ---- | ---- | ---- | ---- | ---- | ---- |
| Einwohner                  | 987  | 936  | 966  | 950  | 943  | 1018 | 1044 | 1006 |
| Quellen: Cassini und INSEE |      |      |      |      |      |      |      |      |

## Sehenswürdigkeiten
Gy hat sein spätmittelalterliches Stadtbild bewahrt und ist mit dem Label „Petite Cité Comtoise de Caractère“ ausgezeichnet. Während die Oberstadt (Bourg-Dessus) überwiegend durch Bürgerhäuser aus dem 17. und 18. Jahrhundert sowie einige spätgotischen Häusern geprägt ist, zeichnet sich die Unterstadt (Ville Basse) durch Bausubstanz aus dem 19. Jahrhundert aus.
Herausragendes Bauwerk und bedeutendste Sehenswürdigkeit von Gy ist das Schloss, das den Erzbischöfen von Besançon gehörte. Der ursprüngliche Bau stammt aus dem 12. Jahrhundert. Im Lauf der Zeit wurden zahlreiche Erneuerungen und Umbauten unternommen, so dass das Schloss heute den Renaissancestil zeigt. Ein größerer Umbau erfolgte in der Zeit zwischen 1755 und 1770. Mit der Französischen Revolution gelangte das Schloss in Staatsbesitz. Von 1850 bis 1974 war im zentralen Teil ein Collège untergebracht; seither befindet sich das Gebäude in Privatbesitz, kann aber von April bis 18. September besichtigt werden (außer Dienstags).
Die Stadtkirche Saint-Symphorien wurde im 18. Jahrhundert neu erbaut. Sie besitzt eine reiche Innenausstattung, darunter ein Taufbecken aus dem 15. Jahrhundert sowie reich skulptierte Altäre, Mobiliar und Wandmalereien aus dem 18. Jahrhundert. An der Straße nach Gray steht die Kapelle Saint-Symphorien aus dem 18. Jahrhundert mit einer Madonnenstatue aus dem 14. Jahrhundert und weiteren Statuen, die aus dem 17. Jahrhundert datieren.
Als weitere bedeutende Bauwerke sind die Mairie (Rathaus) im Stil des Neoklassizismus des frühen 19. Jahrhunderts und der monumentale Brunnen von 1830 auf der Place de la République zu erwähnen. Sein Kapitell wird von vier großen Säulen getragen. Reste der einstigen Befestigungsanlagen des Städtchens sind erhalten. Gy verfügt  über ein Weinmuseum.

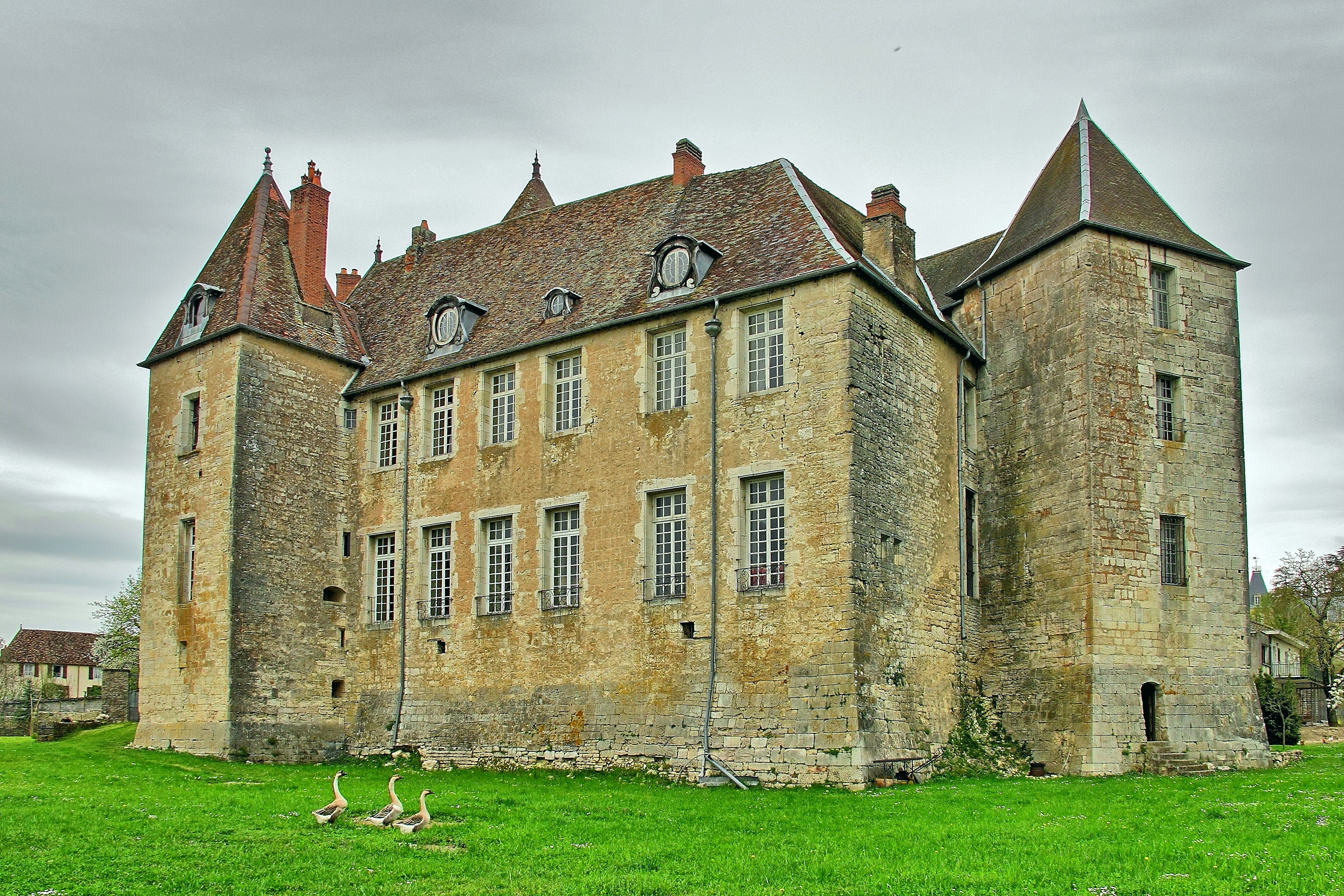
Schloss Dy
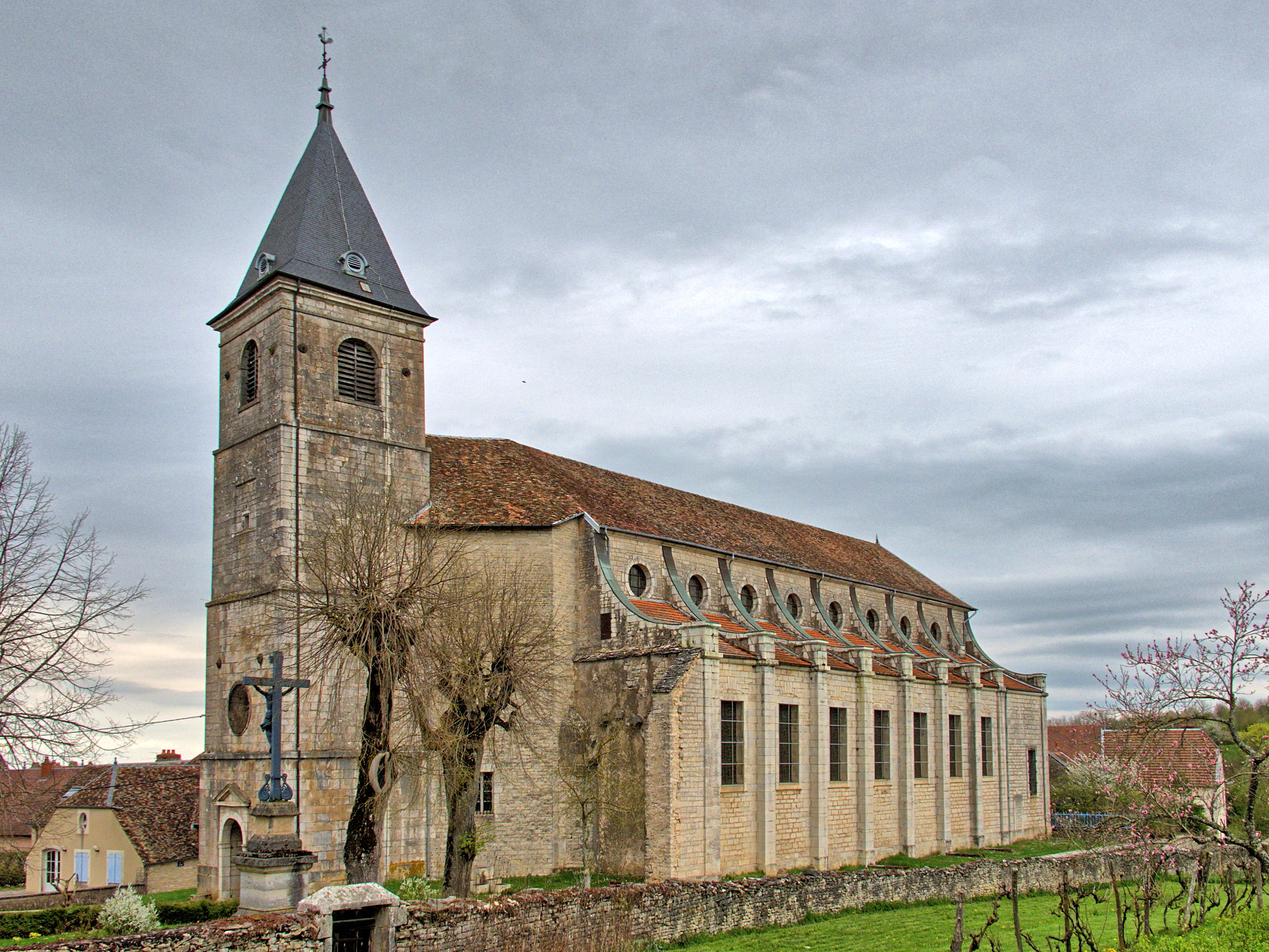
Kirche Saint Symphorien in Gy

## Wirtschaft und Infrastruktur
Gy war lange Zeit ein Städtchen, das durch Handel und Gewerbe sowie die Verarbeitung der landwirtschaftlichen Produkte des Umlandes geprägt war. Heute ist Gy ein Kleinzentrum, das zentralörtliche Funktionen für die nähere Region übernimmt. Es gibt verschiedene Betriebe des Klein- und Mittelgewerbes, vor allem in den Bereichen Metallverarbeitung, Feinmechanik und Automobilindustrie.
Die Ortschaft ist verkehrstechnisch gut erschlossen. Sie liegt an der Hauptstraße D474, die von Gray nach Vesoul führt. Durch eine lokale Ortsumfahrung ist der Stadtkern vom Durchgangsverkehr entlastet. Weitere Straßenverbindungen bestehen mit Pesmes, Fresne-Saint-Mamès und Pin. Der nächste Anschluss an die Autobahn A36 befindet sich in einer Entfernung von ungefähr 28 km.